# Universíada de Verão de 2015

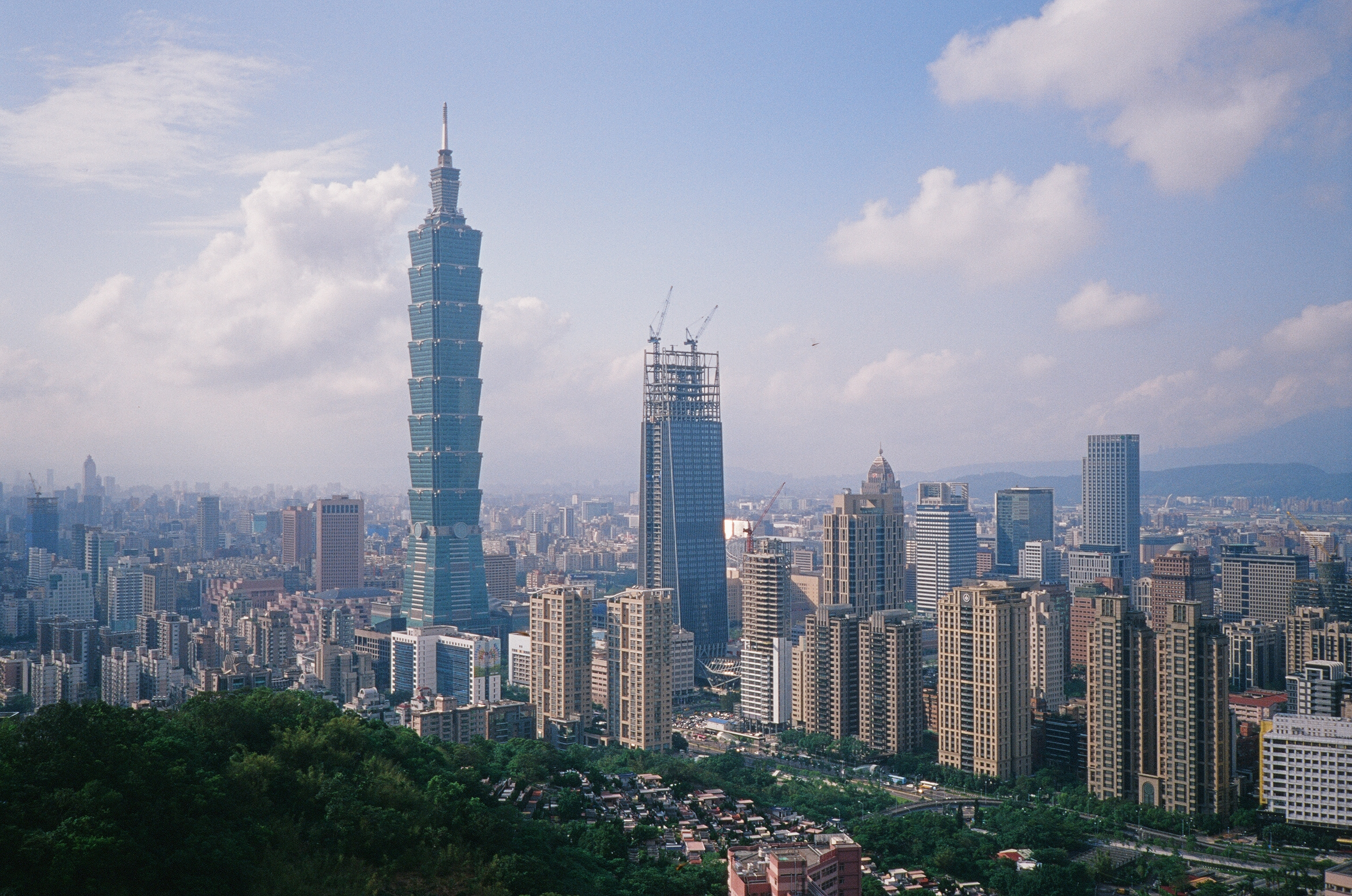
Taipé na República da China

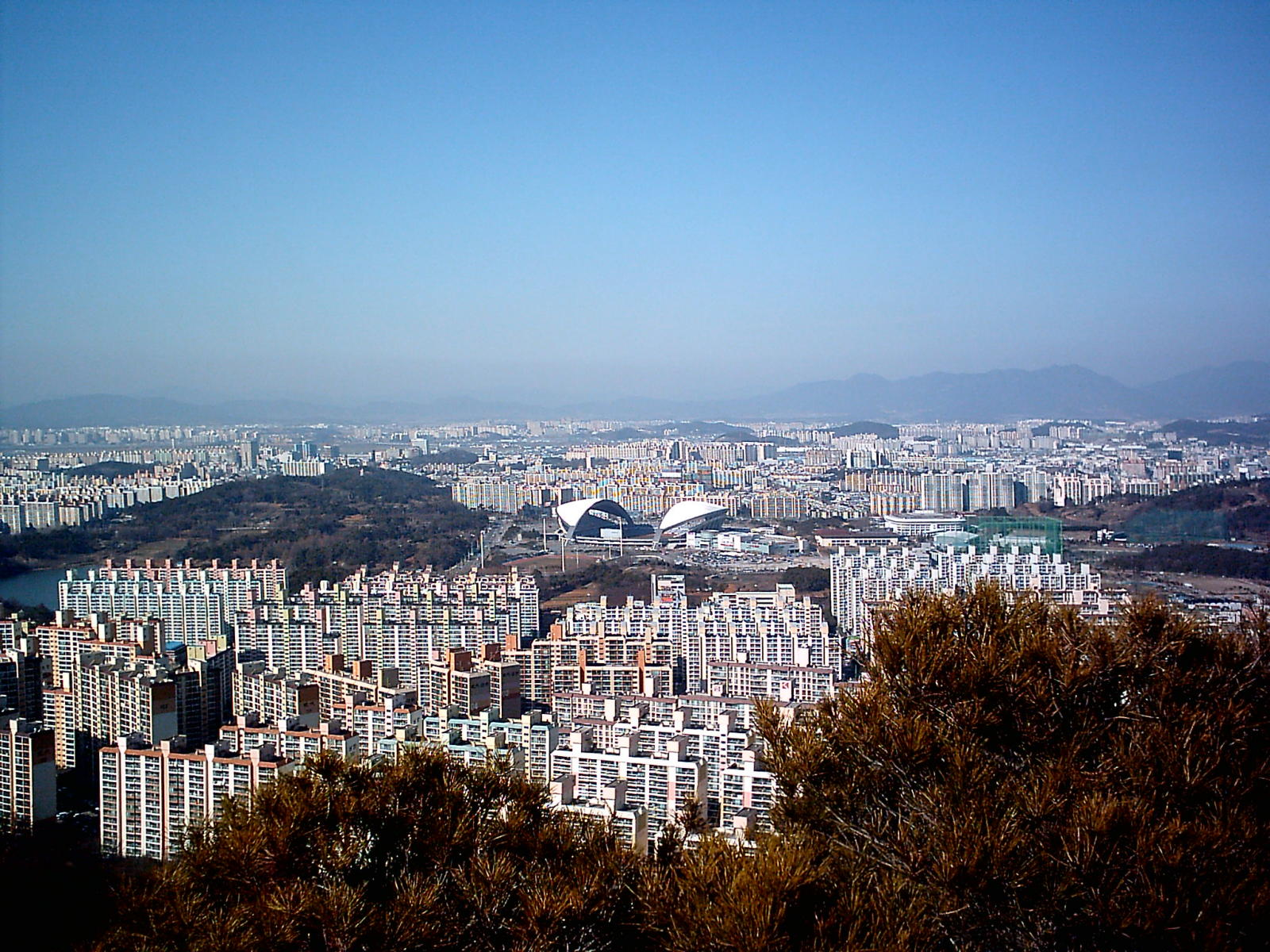
Gwangju na Coreia do Sul, cidade-se da XXVIII Universíada de Verão

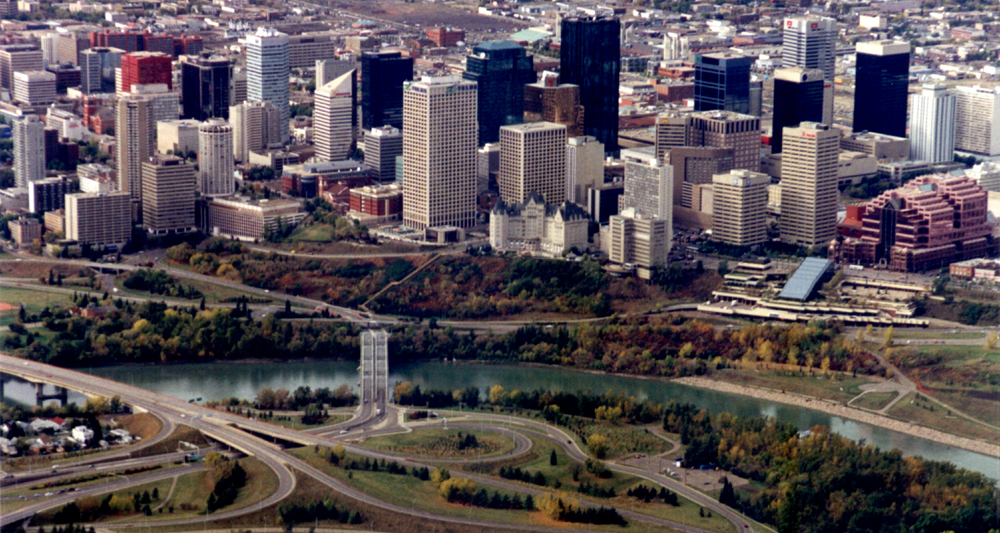
Edmonton no Canadá

A XXVIII Universíada de Verão teve como sede principal a cidade metropolitana de Gwangju e subsedes em várias cidades vizinhas nas províncias de Jeollanam-do, além da província de Chungcheongbuk-do, na Coreia do Sul, e foi realizada entre 3 e 14 de julho de 2015. Esta foi a segunda vez que o país sediou a versão de verão do evento e a terceira no total.Em 2003, Daegu,sediou a Universíada de Verão. O país já havia também sediado a Universíada de Inverno em 1997, na província vizinha de Jeollabuk-do,que também sediou alguns eventos desta edição.

## Processo de candidatura
Apenas três cidades entregaram na sede da Federação Internacional do Esporte Universitário (FISU) os seus livros de candidatura, em 15 de março de 2009.
Em 23 de maio de 2009, na sede da FISU, em Bruxelas, na Bélgica, foi escolhida a cidade-sede. Já a cidade de Granada na Espanha foi aclamada sede da XXVII Universíada de Inverno no mesmo ano, uma vez que Poznan na Polônia, retirou sua candidatura em 9 de março de 2009. De um total de 410 pontos dados pelo Comitê de Avaliação, Gwangju conseguiu 397 pontos, Edmonton 389 e Taipei 354.

### Gwangju
Gwangju na Coreia do Sul foi a vencedora e é a sexta maior cidade do país com 1,5 milhão de habitantes. É um hub de transportes e um importantíssimo centro comercial desde o século I a.C.. É a sede da Universidade de Chosun (1946) e se destaca pela produção de arroz, tecidos e carros.

### Edmonton
Edmonton, no Canadá, é conhecida como a "Cidade Festival" por causa de sua intensa vida cultural. É a quinta maior cidade do país com 750 mil habitantes. A Universidade de Alberta é um forte centro de pesquisas com mais de 35 mil alunos.
Havia sido escolhido pela candidatura o período de 1 a 12 de julho e as modalidades opcionais:
| - Ciclismo (0) - Golfe (0) | - Lutas (0) - Remo (0) | - Rugby (0) |

### Taipé
Taipé, na República da China, é uma cidade de prédios altos e de infraestrutura moderna. Tem por volta de 2,6 milhões de habitantes e é a capital e centro turístico do país. Sua universidade está centrada em títulos referentes a tecnologia.
Havia sido escolhido pela candidatura as modalidades opcionais:
| - Badminton (0) - Beisebol (0) - Golfe (0) | - Halterofilismo (0) - Tiro (0) | - Tiro com arco (0) - Softbol (0) |

## Modalidades

### Obrigatórias
As modalidades obrigatórias (catorze esportes) foram determinadas pela FISU e, salvo alteração feita na Assembléia Geral da FISU, valem para todas as Universíadas de Verão. O taekwondo passou a ser modalidade obrigatória a partir dessa edição.
| - Atletismo (50) - Basquetebol (2) - Esgrima (12) - Futebol (2) - Ginástica artística (14) | - Ginástica rítmica (9) - Judô (18) - Natação (42) - Polo aquático (2) | - Saltos ornamentais (12) - Taekwondo (21) - Tênis (7) - Tênis de mesa (7) - Voleibol (2) |

### Opcionais
As modalidades opcionais são determinadas pela Federação Nacional de Esportes Universitários (National University Sports Federation - NUSF) do país organizador e devem ser de, no mínimo, três esportes. Estas eram as propostas durante a candidatura de Gwangju:
| - Badminton (7) - Beisebol (1) - Golfe (4) | - Handebol (2) - Tiro (32) | - Tiro com arco (10) - Remo (13) |

## Calendário
As caixas em azul representam uma competição ou um evento qualificatório de determinada data. As caixas em amarelo representam um dia de competição valendo medalha e, dentro delas, o número de medalha de ouro em disputa.
| CA | Cerimônia de abertura | ● | Competições | 1 | Finais de competições | CE | Cerimônia de encerramento |

| Programa            | Julho | Julho | Julho | Julho | Julho | Julho | Julho | Julho | Julho | Julho | Julho | Julho | Julho | T   |
| Programa            | 2     | 3     | 4     | 5     | 6     | 7     | 8     | 9     | 10    | 11    | 12    | 13    | 14    | T   |
| ------------------- | ----- | ----- | ----- | ----- | ----- | ----- | ----- | ----- | ----- | ----- | ----- | ----- | ----- | --- |
| Cerimônias          |       | CA    |       |       |       |       |       |       |       |       |       |       | CE    |     |
| Atletismo           |       |       |       |       |       |       | 2     | 12    | 13    | 9     | 14    |       |       | 50  |
| Badminton           |       |       |       |       | ●     | ●     | 1     |       | ●     | ●     | 6     |       |       | 7   |
| Basquetebol         |       |       | ●     | ●     | ●     | ●     | ●     | ●     | ●     | ●     | 1     | 1     |       | 2   |
| Beisebol            |       |       | ●     | ●     | ●     |       | ●     | 1     |       |       |       |       |       | 1   |
| Esgrima             |       |       | 2     | 2     | 2     | 2     | 2     | 2     |       |       |       |       |       | 12  |
| Futebol             | ●     |       | ●     | ●     | ●     | ●     | ●     | ●     | ●     | ●     | 1     | 1     |       | 2   |
| Ginástica artística |       |       | ●     | 2     | 2     | 10    |       |       |       |       |       |       |       | 14  |
| Ginástica rítmica   |       |       |       |       |       |       |       |       |       | ●     | 2     | 6     |       | 8   |
| Golfe               |       |       |       |       |       |       | ●     | ●     | ●     | 4     |       |       |       | 4   |
| Handebol            |       |       |       |       | ●     | ●     |       | ●     | ●     |       | ●     | 2     |       | 2   |
| Judô                |       |       | 4     | 4     | 4     | 4     | 2     |       |       |       |       |       |       | 18  |
| Natação             |       |       | 3     | 6     | 6     | 7     | 3     | 7     | 8     | 2     |       |       |       | 42  |
| Polo aquático       | ●     | ●     | ●     | ●     | ●     | ●     | ●     | ●     | ●     | ●     | ●     | 1     | 1     | 2   |
| Saltos ornamentais  |       | ●     | 2     | 2     | 1     | 1     | 2     | 5     |       |       |       |       |       | 12  |
| Remo                |       | ●     | 5     | 8     |       |       |       |       |       |       |       |       |       | 13  |
| Taekwondo           |       |       |       |       |       | 2     | 3     | 4     | 4     | 4     | 4     | 2     |       | 23  |
| Tênis de mesa       |       |       |       |       | ●     | ●     | ●     | ●     | 2     | 1     | 2     | 2     |       | 7   |
| Tênis               |       |       | ●     | ●     | ●     | ●     | ●     | ●     | ●     | 2     | 6     |       |       | 7   |
| Tiro                |       |       |       | 8     | 6     | 2     | 8     | 6     | 4     |       |       |       |       | 34  |
| Tiro com arco       |       |       | ●     | ●     | ●     | 5     | 5     |       |       |       |       |       |       | 10  |
| Voleibol            |       |       | ●     | ●     | ●     | ●     | ●     | ●     | ●     | ●     | 1     | 1     |       | 2   |
| Finais              | —     | —     | 16    | 32    | 22    | 33    | 27    | 37    | 31    | 22    | 35    | 16    | 1     | 272 |
| Programa            | 2     | 3     | 4     | 5     | 6     | 7     | 8     | 9     | 10    | 11    | 12    | 13    | 14    |     |
| Programa            | Julho |       |       |       |       |       |       |       |       |       |       |       |       |     |

## Medalhas
O Quadro de medalhas é uma lista que classifica as Federações Nacionais de Esportes Universitários (NUSF) de acordo com o número de medalhas conquistadas. Estão sendo disputadas 272 finais em 20 modalidades olímpicas e em uma não olímpica. O país em destaque é o anfitrião.
| Ordem | País               | Medalha de ouro | Medalha de prata | Medalha de bronze |     |  |
| ----- | ------------------ | --------------- | ---------------- | ----------------- | --- |  |
| 1     | KOR Coreia do Sul  | 44              | 32               | 29                | 108 |  |
| 2     | RUS Rússia         | 34              | 39               | 49                | 122 |  |
| 3     | CHN China          | 34              | 22               | 16                | 72  |  |
| 4     | JPN Japão          | 25              | 25               | 35                | 85  |  |
| 5     | USA Estados Unidos | 20              | 15               | 19                | 54  |  |
| 6     | FRA França         | 13              | 9                | 8                 | 30  |  |
| 7     | ITA Itália         | 11              | 15               | 17                | 43  |  |
| 8     | UKR Ucrânia        | 8               | 17               | 6                 | 31  |  |
| 9     | IRI Irã            | 7               | 2                | 6                 | 15  |  |
| 10    | TPE Taipé Chinês   | 6               | 12               | 18                | 36  |  |
|       |                    |                 |                  |                   |     |  |
| 23    | BRA Brasil         | 2               | 2                | 4                 | 8   |  |
|       |                    |                 |                  |                   |     |  |
| 32    | POR Portugal       | 1               | 2                | 1                 | 4   |  |

     País sede destacado.

### Brasil
A delegação brasileira conquistou, nesta edição, oito medalhas, sendo: duas de ouro, duas de prata e quatro de bronze. Com uma participação conturbada, devido aos choques de calendário, já que durante os últimos dias da competição se inciaram os Jogos Pan-Americanos de 2015, em Toronto, no Canadá. O grande destaque da delegação foi o nadador Henrique Martins com três medalhas na natação, sendo duas de ouro. Pela primeira vez desde a Universíada de Verão de 2003, nenhuma modalidade coletiva conseguiu medalhas. Além destas três, o país conseguiu quatro medalhas no judô (uma de prata com Gabriela Chibana e três de bronze) e mais um bronze no taekwondo com Maicon de Andrade.

### Portugal
A delegação portuguesa conquistou, nesta edição, a sua primeira medalha de ouro numa modalidade coletiva em uma edição da Universíada de Verão, graças a vitória do handebol masculino (vitória sobre a Sérvia por 25–21) naquela que foi a sua medalha de ouro de número 11. A delegação portuguesa conseguiu duas medalhas de prata no taekwondo (Joana Cunha e Rui Bragança) e uma de bronze, na ginástica artística (Filipa Martins).